# Park Narodowy Chapada dos Veadeiros
Park Narodowy Chapada dos Veadeiros (port. Parque Nacional da Chapada dos Veadeiros) jest położony na terenie stanu Goiás w centralnej części Brazylii, na płaskowyżu, którego wiek szacuje się na 1,8 miliarda lat.
Park powstał na mocy dekretu nr 49.875 z dnia 11 stycznia 1961 roku, wydanego przez ówczesnego prezydenta Brazylii Juscelino Kubitschka. Jego początkowa nazwa brzmiała: Park Narodowy Tocantins. W 2001 roku został wpisany na Listę Dziedzictwa Światowego UNESCO. Parkiem zarządza Instytut Chico Mendesa (ICMBio – Instituto Chico Mendes de Conservação da Biodiversidade).
Do czerwca 2017 park zajmował powierzchnię 65 514 hektarów (655 kilometrów kwadratowych) cerrado, z czego ok. 60% na terenie gminy Cavalcante, a 40% na terenie Alto Paraíso de Goiás. Obecnie powierzchnia parku wynosi 240.586,56 hektarów.

## Historia
Osadnictwo w tym regionie zaczęło się ok. 1750 roku wraz z powstaniem Fazendy Veadeiros, należącej do Francisco de Almeidy. Na fazendzie hodowano bydło, a także uprawiano zboża i kawę. To miejsce odwiedziło kilka wartych wzmianki grup badaczy i podróżników:
- W 1892 roku Komisja Badawcza Centralnego Płaskowyżu, dowodzona przez astronoma Luisa Crulsa badała te okolice, celem wyznaczenia terenu, gdzie planowano wznieść nową stolicę kraju
- W 1926 roku przez płaskowyż maszerowała kolumna Prestesa
- W 1931 roku brygadier Lysias Rodrigues, będący w służbie poczty powietrznej, przemierzał trasę z São Paulo do Belém, która wiodła przez Veadeiros – dzienniki z tej podróży opublikował w książce “O roteiro do Tocantins”.

W 1912 roku odkryto pierwsze złoża kryształów górskich, co zapoczątkowało wydobycie tego minerału (garimpo) w tej okolicy. Wówczas utworzono również osadę Povoado de São Jorge.
11 stycznia 1961 roku ówczesny prezydent Brazylii Juscelino Kubitschek wydał dekret nr 49.875, w którym utworzono Park Narodowy Tocantins. Jego pierwotny obszar był ok. 10 razy większy niż obecnie i zajmował 625 tys. hektarów. W następnych latach część ziem została utracona w wyniku sporów sądowych. W 1972 roku park obszar parku nie sięgał już do rzeki Tocantins, zatem zmieniono jego nazwę na obecnie obowiązującą.
W 1981 roku zmniejszono powierzchnię parku do obecnych 65 ha, ale w 2001 roku, po wpisaniu parku na listę UNESCO, zwiększono jego obszar do 235 ha. Dwa lata później, w 2003 roku, Najwyższy Sąd Federalny przywrócił powierzchnię do stanu z 1981 roku w wyniku błędów procesowych i braku konsultacji społecznych.

## Geografia

### Klimat
Średnia roczna temperatura wynosi 24-26 stopni Celsjusza. Minimalna temperatura to 4-8 stopni (w porze suchej), a maksymalna 40-42 stopnie. Średnie opady wynoszą 1200–1800 mm. Pora deszczowa trwa od października do kwietnia. Pora sucha trwa od maja do września.

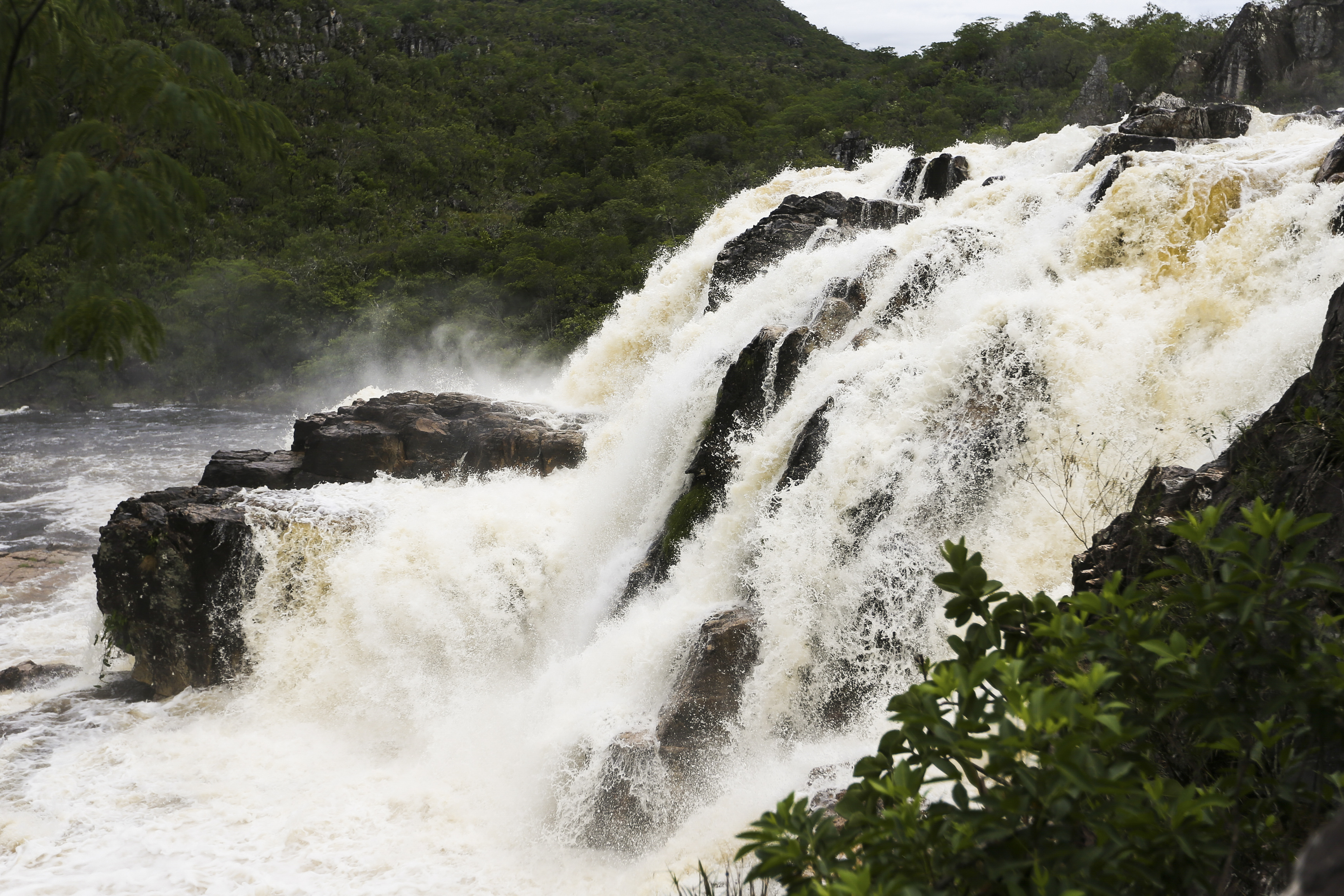
Chapada dos Veadeiros

### Wysokość
Park leży na wysokości 600–1650 m nad poziomem morza i jest najwyżej położonym płaskowyżem w centralnej Brazylii. Najwyższym punktem parku i całego stanu Goiás jest Serra da Santana, która leży 1691 m n.p.m.

### Formacje skalne
Formacje skalne na terenie parku należą do jednych z najstarszych na naszej planecie i datują się na 1,8 miliarda lat. Są to kwarcyty – skały metamorficzne, powstałe w wyniku obróbki piaskowca. W parku występują dwa rodzaje kwarcytów: kwarcyty z grupy Arai – starsze, mające ok. 1,8 mld lat, oraz kwarcyty z grupy Paranoá, młodsze, liczące od 1 do 1,5 mld lat.

### Fauna i flora
Spośród występujących na terenie parku gatunków zwierząt, 50 gatunków jest sklasyfikowanych jako rzadkie, endemiczne lub zagrożone wyginięciem: sarniak pampasowy (Ozotoceros bezoarticus), jeleniak bagienny (Blastocerus dichotomus), pampasowiec grzywiasty (Chrysocyon brachyurus), jaguar (Panthera onca). Można tu również spotkać inne zwierzęta, takie jak: nandu, kariamy, królik, zębolita olbrzymia (pancernik), mrówkojad, kapibara, tapir, tukan zielonodzioby, sęp (urubu).
W parku występuje 1476 gatunków roślin, spośród 6429 gatunków, charakterystycznych dla cerrado.

## Turystyka
Park Narodowy Chapada dos Veadeiros słynie przede wszystkim z wodospadów. Do największych atrakcji należą dwa wodospady Saltos do Rio Preto o wysokości 80 i 120 m oraz kaniony na Rio Preto. Na terenie parku oraz w jego okolicach znajduje się wiele innych wodospadów, ścieżek tematycznych i punktów widokowych. Bazą dla turystów jest miasto Alto Paraiso oraz położona ok. 1 km od parku osada São Jorge.
Alto Paraiso jest też znane miłośnikom mistycyzmu i ezoteryki. Powodem jest obecność złóż kwarcu, który ma emitować pozytywną energię, a także fakt, że miasto leży na tej samej szerokości geograficznej (14 stopni), co Machu Picchu, święte miasto Inków w Peru.